# Kelso Depot
Il Kelso Depot (conosciuto anche come Kelso Depot, Restaurant and Employees Hotel) è un edificio storico ed in origine stazione ferroviaria che si trova nel Deserto del Mojave all'interno della Mojave National Preserve.
È posto sulla Kelbaker Road a Kelso (California) tra Baker e la Interstate 15 a Nord e la Interstate 40 a Sud.
È iscritto al National Register of Historic Places.
Assieme alla Città fantasma di Kelso è inoltre stato dichiarato nel 2000 Historic districts in the United States.

## Storia
La prima stazione ferroviaria sulla ferrovia Los Angeles and Salt Lake Railroad (oggi Union Pacific Railroad) venne aperta nel 1905.
All'inizio del 1923 iniziò la costruzione del nuovo Kelso Clubhouse & Restaurant che aprì i battenti l'anno successivo.
Il Kelso Depot, costruito sia per offrire servizi ai passeggeri ed agli impiegati della ferrovia che per rifornire d'acqua le locomotive a vapore, è un esempio di un edificio sopravvissuto degli anni '20 nella California del Sud in stile Mission e Revival Coloniale Spagnolo.
All'interno dell'edificio era presente sia un ristorante che un hotel.